# Stonehaven Bay (vik i Australien)
Stonehaven Bay är en vik i Australien. Den ligger i delstaten Queensland, omkring 920 kilometer nordväst om delstatshuvudstaden Brisbane.
I omgivningarna runt Stonehaven Bay växer i huvudsak städsegrön lövskog. Savannklimat råder i trakten. Genomsnittlig årsnederbörd är 1 584 millimeter. Den regnigaste månaden är februari, med i genomsnitt 422 mm nederbörd, och den torraste är oktober, med 17 mm nederbörd.